# لیمبورگ (فرانسه)
شهر لیمبورگ (به فرانسوی: Limbourg) در شهرستان ورویه  در استان لیئژ  در منطقه فدرال والوون در کشور بلژیک واقع شده‌است.

## نگارخانه

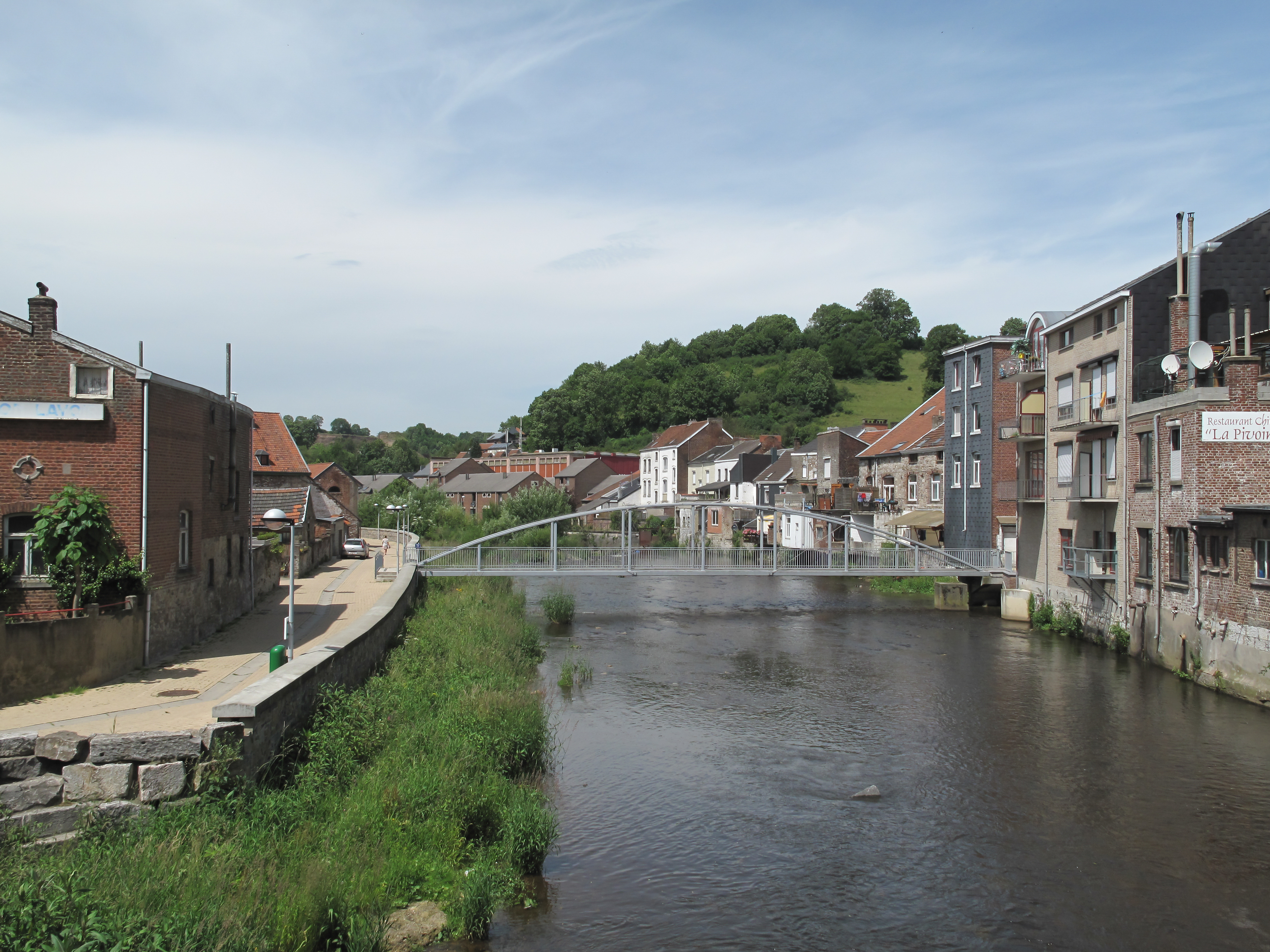
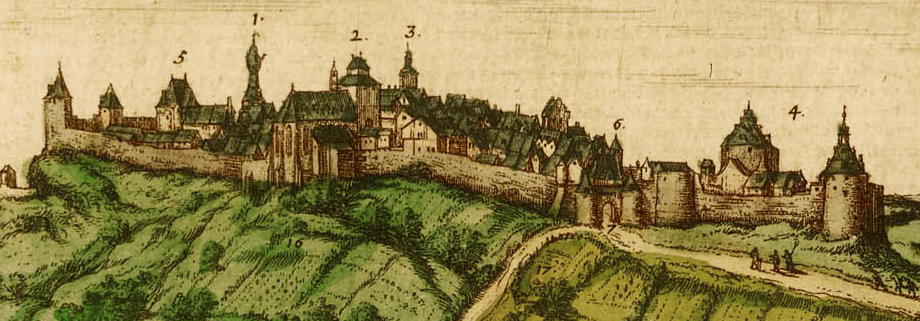